# 타지마 킨지

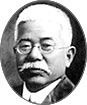

타지마 킨지(일본어: 田島 錦治: 1867년 10월 4일(경응 3년 9월 7일)-1934년(소화 9년 6월 28일)는 일본의 경제학자다. 호는 적성(赤城). 경도제국대학 경제학부 초대 학부장. 리츠메이칸대학 제2대 학감. 리츠메이칸대학 제3대 학장, 재단법인 리츠메이칸 초대 협의원, 대일본무덕관 궁도 범사, 일본조정협회 제3대 회장, 관서조정협회 초대 회장, 제국학사원 회원 등을 역임했다.
에도 우시고메 아카기모토정(오늘날의 도쿄도 신주쿠구 아카기모토정) 출신. 구제1고를 거쳐 제국대학 법과대학 정치학과에 진학했다. 동대 칠박사 중 하나인 카나이 노부루의 지도를 받았고 서양 유학도 경험했다.
귀국 후에는 경도제대 법과대학에서 "경제이론", "재정학" 강의를 담당했다. 경도대학 법대에서 경제학부가 독립한 것을 기회로 1919년(대정 8년) 경도제대 초대 경제학부장에 취임했다. 경도대 재직 중에 동경상과대학(현재의 히토츠바시대학)의 학생을 받아들인다거나, 마르크스주의 경제학자 가와카미 하지메를 초빙하는 등, 경도대 특유의 자유로운 학풍 확립에 공헌했다. 경도대 퇴직 후 리츠메이칸대의 학감・학장으로 취임해 경제학부 확충에 힘썼다.  타키가와 사건으로 경도대를 퇴직한 교수들을 리츠메이칸대학에 받아주기도 했다.